# Malý kriminálník
Malý kriminálník (v originále Le Petit Criminel) je francouzský hraný film z roku 1990, který režíroval Jacques Doillon podle vlastního scénáře. Snímek měl světovou premiéru 19. prosince 1990.

## Děj
14letý Marc žije se svou matkou a nevlastním otcem v Sète. Jeho matka u Marca najde zbraň. Zazvoní telefon. Je to jeho sestra, která má být mrtvá. Marc uteče z domu a se zbraní v ruce  vyloupí obchod, aby mohl najít svou sestru. Policista Gérard, který ho zná, ho uvidí na silnici a vezme ho do auta, aby ho vyslechl, a nabídne mu, že ho odveze do školy. Marc odmítá. Chce se setkat se svou sestrou. Rozhodne se vzít policistu jako rukojmí, aby ho odvezl do Montpellier. Uzavřou dohodu: Marc bude souhlasit, že půjde na policejní stanici, pokud uvidí svou sestru. Konečně dorazí do bytu Jessicy a odcházejí společně. Když se vrátí do Sète, Marc se rozhodne vrátit peníze do obchodu, ale po vrácení peněz uprchne. Další den jde Marc s Gérardem do školy.

## Obsazení
| Richard Anconina  | policista Gérard         |
| Gérald Thomassin  | Marc                     |
| Clotilde Courau   | Nathalie, Marcova sestra |
| Jocelyne Perhirin | Marcova matka            |
| Cécile Reigher    | prodavačka               |
| Daniel Villanova  | ředitel                  |
| Dominique Huchede | profesor                 |
| Dominique Soler   | Jérémyho matka           |
| Ananda Regi       | Jérémy                   |

## Ocenění
- Cena Louise Delluca
- Berlinale: Cena FIPRESCI, Cena OCIC, Zvláštní uznání poroty
- Felix: Nejlepší herečka (Clotilde Courau)
- César: nejslibnější herec (Gérald Thomassin); nominace na nejlepší film